# Cantone di Sancergues
Il Cantone di Sancergues era una divisione amministrativa dell'arrondissement di Bourges.
A seguito della riforma approvata con decreto del 21 febbraio 2014, che ha avuto attuazione dopo le elezioni dipartimentali del 2015, è stato soppresso.

## Composizione
Comprendeva i comuni di:
- Argenvières
- Beffes
- La Chapelle-Montlinard
- Charentonnay
- Chaumoux-Marcilly
- Couy
- Étréchy
- Garigny
- Groises
- Herry
- Jussy-le-Chaudrier
- Lugny-Champagne
- Marseilles-lès-Aubigny
- Précy
- Saint-Léger-le-Petit
- Saint-Martin-des-Champs
- Sancergues
- Sévry